# Sanvitalia
Sanvitalia là một chi thực vật có hoa trong họ Cúc (Asteraceae).

## Loài
Chi Sanvitalia gồm các loài: